# 1907 en mathématiques
| Années des mathématiques : 1904 - 1905 - 1906 - 1907 - 1908 - 1909 - 1910    |
| Décennies des mathématiques : 1870 - 1880 - 1890 - 1900 - 1910 - 1920 - 1930 |

Cet article présente les faits marquants de l'année 1907 en mathématiques.

## Évènements
- 18 mars : le mathématicien hongrois Frigyes Riesz participe à la fondation de la théorie de l'analyse fonctionnelle avec l'article Sur les systèmes orthogonaux de fonctions, théorème démontré indépendamment par le mathématicien autrichien Ernst Sigismund Fischer le 13 mai dans son article Sur la convergence en moyenne[1].

## Naissances
- 7 janvier : Raymond Paley (mort en 1933), mathématicien anglais.
- 22 janvier : Michel Loève (mort en 1979), mathématicien et statisticien français et américain.
- 5 février : Wilhelm Magnus (mort en 1990), mathématicien allemand.
- 9 février : H.S.M. Coxeter (mort en 2003), mathématicien britannique.
- 23 mars : Hassler Whitney (mort en 1989), mathématicien américain.
- 3 avril : 
  - Mark Krein (mort en 1989), mathématicien ukrainien.
  - Solomon Kullback (mort en 1994), mathématicien et cryptologue américain.
- 7 avril : Gérard Cordonnier (mort en 1977), mathématicien français.
- 18 avril : Lars Ahlfors (mort en 1996), mathématicien finlandais.
- 23 avril : Ilia Vekoua (mort en 1977), mathématicien géorgien et soviétique.
- 27 mai : Herbert Seifert (mort en 1996), mathématicien allemand.
- 28 mai : Maria-Pia Geppert (morte en 1997), mathématicienne et biostatisticienne allemande.
- 26 juillet : Nachman Aronszajn (mort en 1980), mathématicien polono-américain.
- 13 août : Albert Schaeffer (mort en 1957), mathématicien américain.
- 16 août : Đuro Kurepa (mort en 1993), mathématicien yougoslave, serbe originaire de Croatie.
- 24 août : Peter Thullen (mort en 1996), mathématicien équatorien d'origine allemande.
- 22 septembre : Wilhelm Specht (mort en 1985), mathématicien allemand.
- 22 octobre : Sarvadaman Chowla (mort en 1995), mathématicien indien.
- 30 octobre : Harold Davenport (mort en 1969), mathématicien britannique.
- 15 novembre : Edward Marczewski (mort en 1976), mathématicien polonais.
- 6 décembre : John Barkley Rosser (mort en 1989), mathématicien et logicien américain.
- 9 décembre : Max Deuring (mort en 1984), mathématicien allemand.
- 26 décembre : Leonard Carlitz (mort en 1999), mathématicien américain.

## Décès
- 31 mai : Francesco Siacci (né en 1839), mathématicien et ingénieur militaire italien.
- 7 juin : Edward Routh (né en 1831), mathématicien britannique.
- 9 novembre : Georg Sidler (né en 1831), mathématicien suisse.